# Velamen radicum

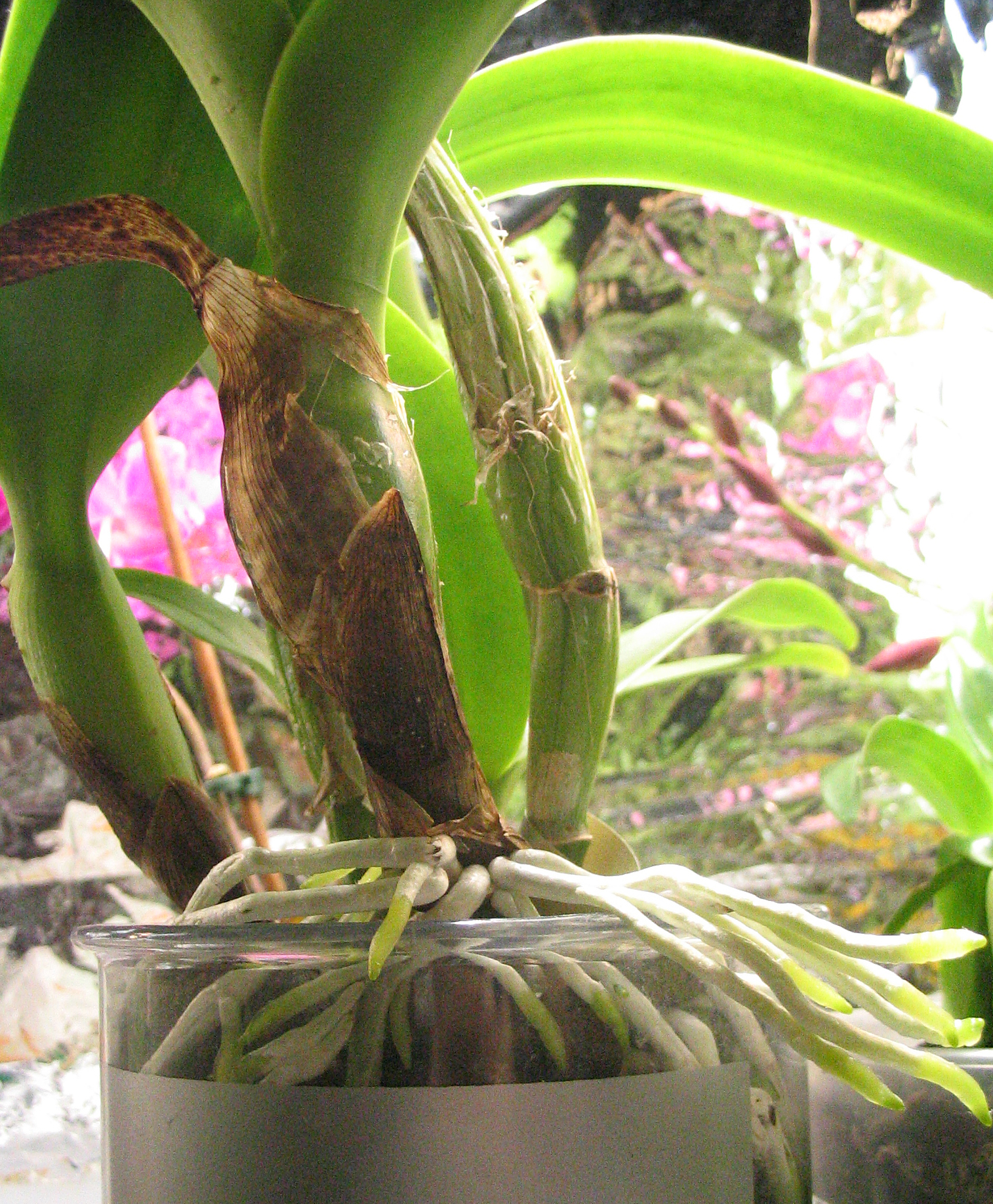
Silbrig-grün schimmerndes Velamen radicum an den Wurzeln einer Cattleya

Das Velamen radicum (lateinisch: velamen „Hülle, Gewand, Schleier“; radix „Wurzel“) ist ein mehrschichtiges Gewebe abgestorbenen Zellen, das die Luftwurzeln vieler Monokotyledonen umhüllt. Besonders häufig ist bei
Araceae und epiphytischen (Epiphyt) Orchideen zu finden. Es hat eine schwammähnliche Struktur, die Wasser und darin gelöste Nährstoffe schnell aufnehmen, speichern und über eine mit Durchlasszellen ausgestattete Exodermis an die Wurzelrinde weitergeben kann. Die Zellen sind mit Luft gefüllt, sodass diese, aufgrund des Kapillareffektes, Wasser bei Kontakt aufsaugen können. Die Zellen des Velamen radicum besitzen charakteristische Verdickungsleisten und sind sowohl mittels Lignin verholzt als auch mittels Suberin verkorkt. Das enthaltene Lignin lässt sich beispielsweise mit Phloroglucin-Salzsäure nachweisen.
Das Velamen radicum erscheint im trockenen Zustand durch seine luftgefüllten Zellen silbrig-weiß. Im feuchten Zustand schimmern die unterliegenden Gewebe durch, die Luftwurzeln von epiphytischen Organismen erscheinen somit durch in der Wurzel eingelagerte Chloroplasten grün.